# フレデリック・ブロザートン・マイヤー

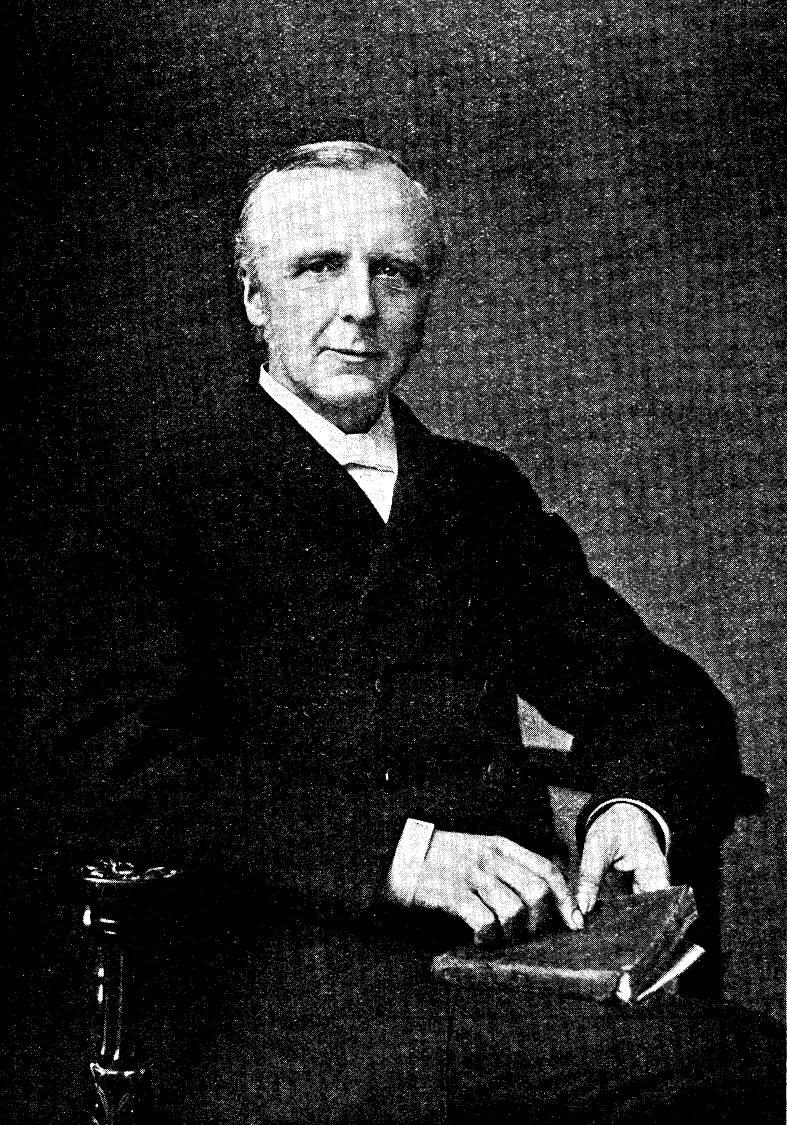
F. B. マイヤー、1899年頃

フレデリック・ブロザートン・マイヤー（Frederick Brotherton Meyer、1847年4月8日 - 1929年3月28日）は、バプテストの牧師で、英国の大西洋の両方の内陸都市の宣教に加わった伝道者である。ドワイト・ムーディーの友人。多数の宗教的著作と記事の作者で、今日も出版物が残っている。それは、「自由教会の大司教」として表現される。
フレデリック・マイヤーはロンドンに生まれた。彼は、ブライトン大学（Brighton College）に出席して、1869年にロンドン大学を卒業した。彼は、リージェンツ・パーク大学（Regent's Park College）で神学を勉強した。 